# Glen Rebka
Glen Anderson Rebka, Jr. (* 19. September 1931 in Cincinnati; † 13. Januar 2015 in Laramie) war ein US-amerikanischer Physiker.
Rebka promovierte 1961 in Harvard, wo er seit 1953 studierte. Ab 1961 war er an der Yale University und ab 1970 an der University of Wyoming, wo er 1983 bis 1991 der Physik-Fakultät vorstand und seit 1997 Professor Emeritus war. Daneben arbeitete er viel als experimenteller Elementarteilchenphysiker im Los Alamos National Laboratory. An der Universität von Wyoming baute er die Astrophysik-Fakultät mit auf.
Robert Pound wies 1960 zusammen mit seinem Assistenten Glen Rebka in einem Experiment (Pound-Rebka-Experiment) mit Hilfe des Mößbauer-Effektes die gravitative Rotverschiebung der Strahlung einer Gammaquelle im Gravitationsfeld der Erde nach. Pound und Rebka benutzten für ihr Experiment den nur 22,6 m hohen Jefferson-Turm an der Harvard University. Die Arbeit war Gegenstand von Rebkas Dissertation bei Pound.
Pound und Rebka erhielten 1965 die Eddington-Medaille der Royal Astronomical Society. 1997 wurde er Fellow der American Physical Society.